# Nationaal Brandweermonument
Het Nationaal Brandweermonument is een gedenkteken in de Nederlandse plaats Schaarsbergen ter nagedachtenis aan brandweermensen die sinds 1945 zijn omgekomen tijdens hun werk. Het monument is ontworpen door Jeroen Doorenweerd en onthuld op 16 juni 2012.
Jaarlijks vindt hier op de derde zaterdag van juni een nationale herdenking plaats.

## Geschiedenis
In mei 2009 werd het voornemen bekend om een brandweermonument op te richten, een jaar na de brand in De Punt. De overheid stelde een startsubsidie beschikbaar van 300.000 euro en de brandweerkorpsen zegden 250.000 euro toe. Het duurde hierna een jaar voordat een locatie gevonden werd; in 2010 liet de stichting Nationaal Brandweermonument weten te hebben gekozen voor het terrein van het Instituut voor Fysieke Veiligheid (sinds 2022 'Nederlands Instituut Publieke Veiligheid' (NIPV) genaamd).
Op 16 juni 2012 vond de onthulling plaats in bijzijn van toenmalig minister van Veiligheid en Justitie Ivo Opstelten. Tevens werd hier voor het eerst de herdenking gehouden, met een eigen ereteken dat gemaakt wordt door met blusslangen twee waterstralen in de lucht te kruisen.

## Beschrijving
Het monument bestaat uit meerdere onderdelen. Behalve een stenen 'heuvellandschap' is er een plaat met namen van omgekomen brandweermensen.
Voor naamsvermelding worden de volgende criteria gehanteerd:
- Vermelding bij overlijden na 5 mei 1945;
- Persoon was in ambtelijke dienst of benoemd als brandweerman/vrouw;
- Het dient aantoonbaar te zijn dat overlijden direct gevolg is van repressief optreden;
- Periode van repressieve taak is na het vertrek vanuit tot en met terugkomst in de kazerne;
- In alle gevallen beslist het Dagelijks Bestuur van NIPV.

In een muur is een knop verwerkt die twee waterstralen in werking stelt. Deze kruisen elkaar in het midden op tien meter hoogte, voor een periode van precies een minuut.
Naast het monument staat een informatiezuil waar bezoekers de verhalen van de vermelde personen kunnen lezen.